# Eugenio Calabi
Eugenio Calabi (Milão, 11 de maio de 1923 – Bryn Mawr, 25 de setembro de 2023) foi um matemático ítalo-estadunidense.
Foi professor emérito da Universidade da Pensilvânia, especialista em geometria diferencial, equações diferenciais parciais e suas aplicações.

## Morte
Calabi morreu no dia 25 de setembro de 2023, aos 100 anos.